# Martin Voss

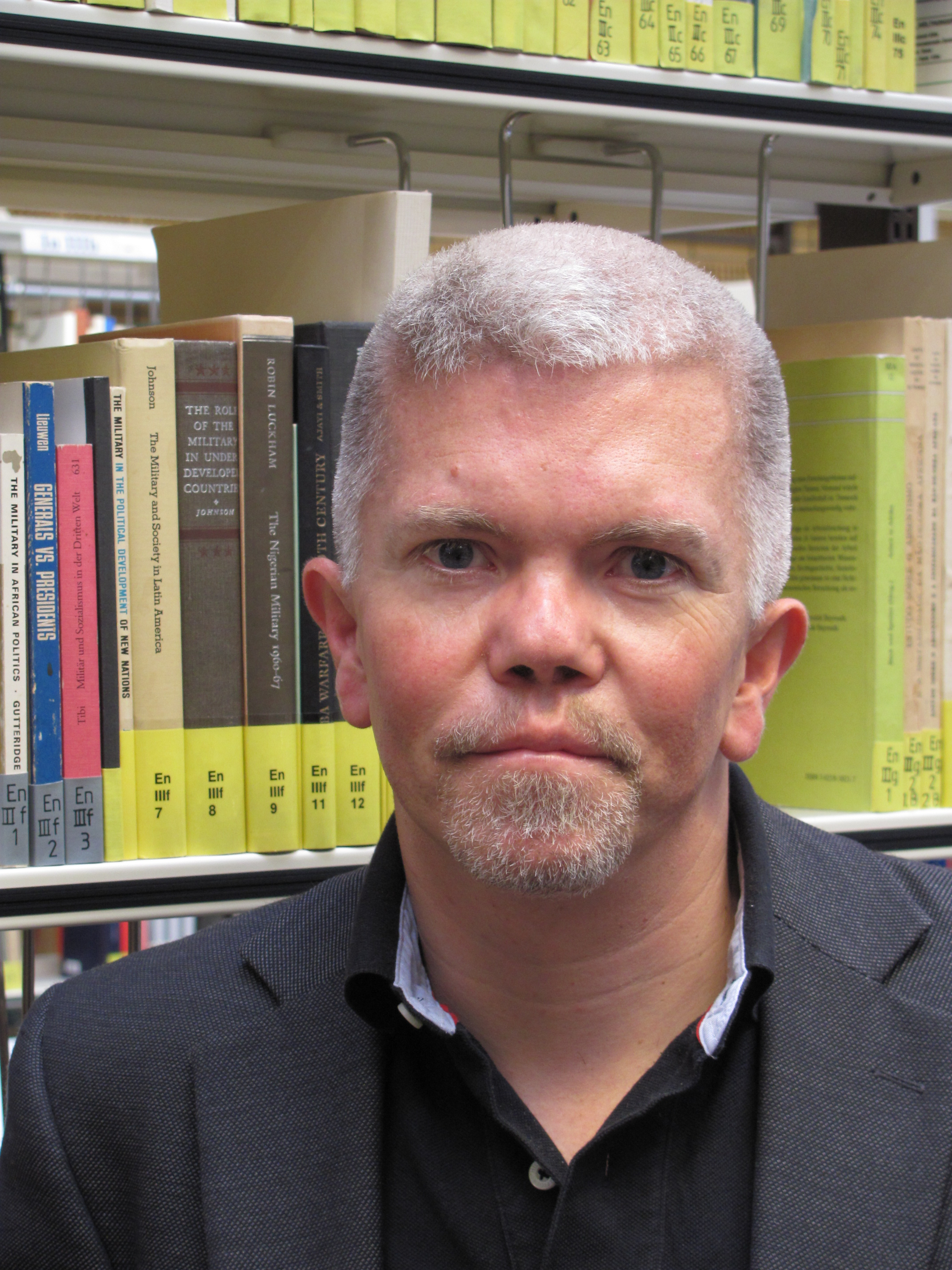
Martin Voss 2010

Martin Voss (* 8. März 1972) ist ein deutscher Sozialwissenschaftler. Er ist Universitätsprofessor im Bereich  Krisen- und Katastrophenforschung und Leiter der Krisen- und Katastrophenforschungsstelle (KFS) an der Freien Universität Berlin.
Zuvor leitete er bereits seit 2009 die Katastrophenforschungsstelle an der Christian-Albrechts-Universität zu Kiel.

## Ausbildung und Werdegang
Voss studierte Soziologie, Psychologie und Pädagogik an der Universität Kiel (MA 2001, Promotion 2006). Er promovierte mit einer Arbeit zur philosophischen Fundierung einer soziologischen Katastrophentheorie bei Lars Clausen, der die Katastrophensoziologie in Deutschland einführte. Seit 2017 ist Voss Mitglied im Vorstand des Deutschen Komitees für Katastrophenvorsorge, dessen Vorstand er seit 2018 angehört (DKKV). Seit 2018 ist Voss Mitglied im Zukunftsforum Öffentliche Sicherheit e.V. (ZOES)

## Interessen
Schwerpunkte seiner Arbeit liegen in der theoretischen und angewandten Risiko-, Krisen- und Katastrophenforschung, in der Forschung zum Bevölkerungsschutz, im integrierten Katastrophenrisikomanagement, in der Nachhaltigkeitsforschung und der Forschung zum globalen Umweltwandel (insbes. Folgen des Klimawandel), in der Vulnerabilitäts- und Resilienzforschung sowie in der Wissenschaftsforschung.
Voss versteht Krisen und Katastrophen im Anschluss an Lars Clausen als Erscheinungen soziokultureller Prozesse.

## Forschungsprojekte (Auswahl)
- „Einstein Research Unit Climate and Water under Change (CliWaC)“, Teilprojekt „Soziologische Diskursanalyse zum Wasserrisikomanagement“
- „Atlas des zivilgesellschaftlichen Engagements im Bevölkerungsschutz - Gesellschaftliche Veränderungen und Einbindung in Behörden und Organisationen mit Sicherheitsaufgaben (BOS)“
- „Inclusive and Integrated Multi-Hazard Risk Management and Engagement of Volunteers to INCREASE Societal Resilience in Times of Covid and Changing Climates (INCREASE)“
- „Multi-Risk Assessment and Cascading Effects Analysis in cooperation between Indonesia and Germany – Joint Research on Volcanic and Landslide induced Tsunamis”, Teilprojekt “(Geo-wissenschaftliche) Wissenskulturen und Praktiken des Katastrophenrisikomanagements in Indonesien”
- „Real Time Evaluation of Global Actions in Response to the SARS CoV 2 Pandemic & Identification of Best Practices to Strengthen Health Systems in Iran and Germany (Increase Health Corona)“
- „Addressing the corona pandemic in Armenia through systemic risk management (CoronaSys)“
- „Gesundheitlicher Bevölkerungsschutz durch den Zivil- und Katastrophenschutz in Pandemielagen am Beispiel SARS-CoV-2 (BePal)“
- „Resilienz und Evakuierung von Einrichtungen mit besonderen Bedarfen (RESCUE)“ im Verbundprojekt „RESIK - Resilienz und Evakuierungsplanung für sozioökonomische Infrastrukturen im medico-sozialen Kontext“
- „Soziale Kohäsion im Klimawandel“ im Rahmen der Berlin-University-Alliance (BUA)
- „Wahrnehmung, Bewertung und Nutzung von Wetterrisiken und -warnungen unter Berücksichtigung unterschiedlicher Interessen, Bedarfe und Nutzungsgewohnheiten innerhalb der heterogenen Bevölkerung“ im Verbundprojekt „Weather warnings: from EXtreme event Information to COMunication and action (WEXICOM III)“
- „Organisation und Wissen im grenzüberschreitenden Bevölkerungsschutz (ORGANISE)“ im Verbundprojekt „Migrationsbezogenes Wissensmanagement für den Bevölkerungsschutz der Zukunft (WAKE)“

## Veröffentlichungen (Auswahl)
- Symbolische Formen. Grundlagen und Elemente einer Soziologie der Katastrophe. Transcript, Bielefeld 2006, ISBN 3-89942-547-2 (Open Access PDF-Download).
- als Herausgeber: Der Klimawandel. Sozialwissenschaftliche Perspektiven. VS Verlag für Sozialwissenschaften, Wiesbaden 2010, ISBN 978-3-531-15925-6.
- als Herausgeber mit Birgit Peuker: Verschwindet die Natur? Die Akteur-Netzwerk-Theorie in der umweltsoziologischen Diskussion. Transcript, Bielefeld 2006, ISBN 3-89942-528-6.
- als Herausgeber mit Heike Egner und Marén Schorch: Learning and Calamities. Practices, Interpretations, Patterns (= Routledge Studies in Environment, Culture, and Society. 3). Routledge, New York NY u. a. 2015, ISBN 978-0-415-70335-2.
- M. Voss: Hat der Katastrophenschutz versagt? In: Notfallvorsorge. Band 50, Nr. 3, 2021, S. 5–10.
- M. Voss: Institutionelles Risikomanagement. In: Aus Politik und Zeitgeschichte. 72. Jg., 23-25/2022, 7. Juni 2022 und (bpb.de)
- V. Sandoval, C. González Muzzio, N. Rodríguez Barrera, J. Antonio Echeverría, M. Durant Vidal, M. Valdivia Steel, M. Voss: Disaster governance and collective intelligences of construction and design in cities of the Global South: Ideas and questions for further research.
- M. Voss: Nichts ist sicher. Wie können wir uns vor Katastrophen schützen? Die Antwort erfordert ein Umdenken im Umgang mit Krisen, meint unser Autor und fordert mehr Forschung. In: Forschung und Lehre. 09/2021.
- V. Sandoval, B. Wisner, M. Voss: Natural hazards governance in Chile. In: Oxford Research Encyclopedia of Natural Hazard Science. 2021. doi:10.1093/acrefore/9780199389407.013.364
- D. F. Lorenz, K. Schulze, M. Voss: Emerging Citizen Responses to Disasters in Germany. Disaster Myths as an Impediment for a Collaboration of Unaffiliated Responders and Professional Rescue Forces. In: Journal of Contingencies and Crisis Management. Band 25, Nr. 3, 2018, S. 358–367. doi:10.1111/1468-5973.12202
- V. Sandoval, M. Voss: Multi-scalar disaster governance and vulnerability in Chile. In: Governance of Risk, Hazards and Disasters: Trends in Theory and Practice. 2018, S. 27–42. doi:10.4324/9781315463896-3
- K. Seidelsohn, M. Voss, D. Krüger: Researching milieu-specific perceptions of risk, (in)security, and vulnerability – A conceptual approach for understanding the inequality and segregation nexus in urban spaces. In: A. Fekete, F. Fiedrich (Hrsg.): Urban Disaster Resilience. Springer Verlag, 2017, S. 361–381. doi:10.1007/978-3-319-68606-6_21
- M. Voss, D. F. Lorenz: Sociological Foundations for international Crisis Communication Research. In: A. Schwarz, M. Seeger, C. Auer (Hrsg.): The Handbook of International Crisis Communication Research. Wiley-Blackwell, 2016, S. 45–55. doi:10.1002/9781118516812.ch5
- J. Heesen, D. F. Lorenz, M. Nagenborg, M. Voss, B. Wenzel: Blind Spots on Achilles’ Heel. On the Limitations of Vulnerability and Resilience Mapping in Research. In: International Journal of Disaster Risk Science. Band 5, Nr. 1, 2014, S. 74–85. doi:10.1007/s13753-014-0014-5
- S. Beck, S. Böschen, C. Kropp, M. Voss: Jenseits des Anpassungsmanagements – Zu den Potenzialen sozialwissenschaftlicher Klimawandelforschung. In: GAIA. Band 22, Nr. 1, 2013, S. 8–13. doi:10.14512/gaia.22.1.4